# Sybra repudiosa
Sybra repudiosa là một loài bọ cánh cứng trong họ Cerambycidae.